# Kakafon Records
Kakafon Records är ett svenskt skivbolag, grundat 2010 i Göteborg. Bolaget har utgivit musik av bland andra Loke, Jonathan Hilli, K.G. Malm, Samantha Ohlanders, Sara Parkman, Ola Sandström och Lucas Stark.